# Эчилов, Хаджимурад Шамилович
Хаджимурад Шамилович Эчилов (30 июня 1993) —  российский тхэквондист, призёр чемпионатов России.

## Спортивная карьера
Проживает и тренируется в Махачкале в ДГЦБИ министерства спорта Республики Дагестан. В 2010 году в мексиканской Тихуане стал бронзовым призёром юношеского чемпионата мира. В августе 2011 года в Хасавюрте стал чемпионом СКФО по тхэквондо. В том же 2011 году стал бронзовым призёром чемпионата России в Каспийске, в 2012 году вновь стал обладателем третьего место на чемпионате России в Москве. 26 декабря 2012 года ему было присвоено звание мастер спорта России.

## Достижения
- Чемпионат мира среди юношей по тхэквондо 2010 — ;
- Чемпионат России по тхэквондо 2011 — ;
- Чемпионат России по тхэквондо 2012 — ;